# Eberhard Helmrich

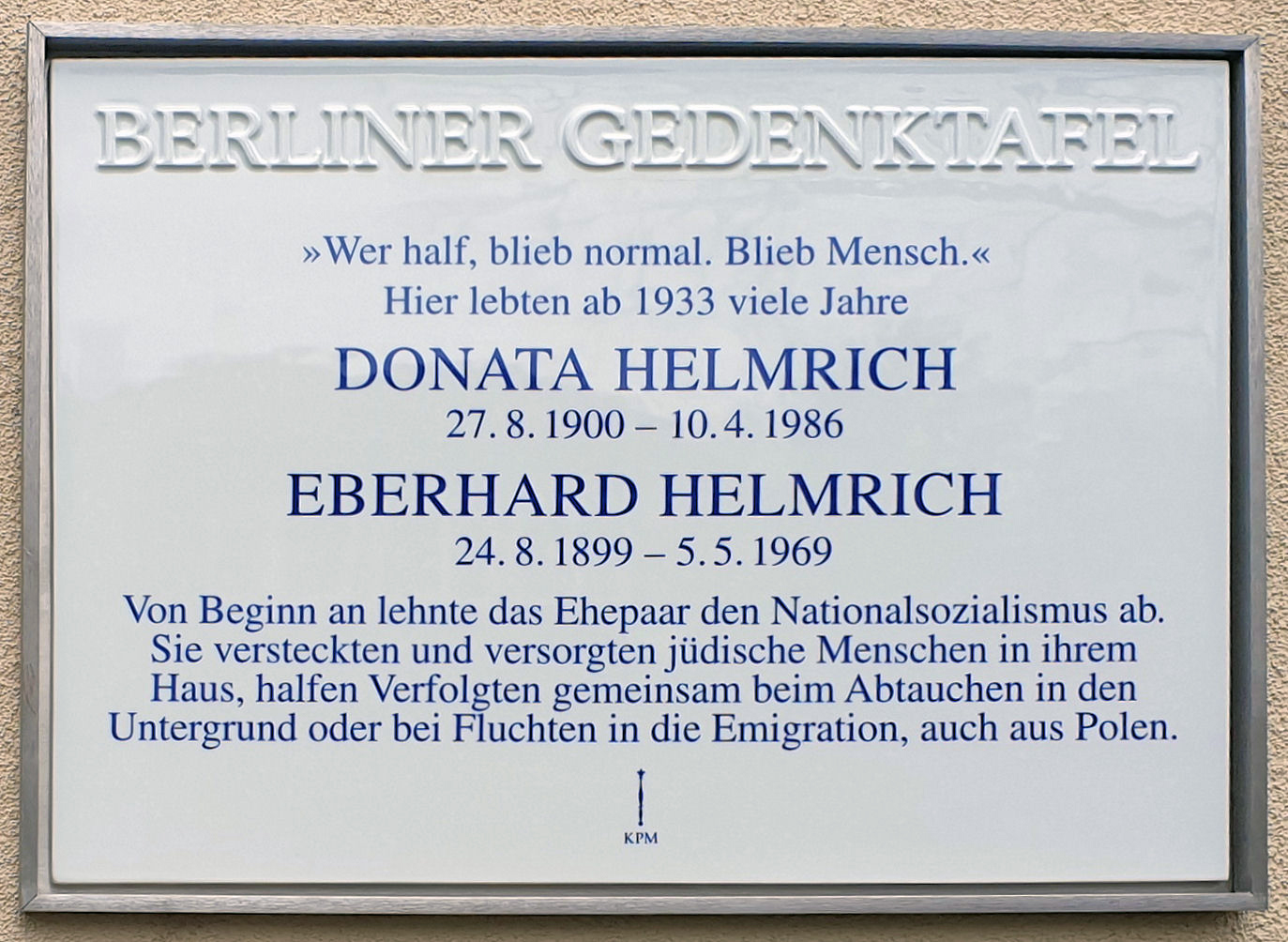
Berliner Gedenktafel am Haus, Westendallee 99f, in Berlin-Westend

Eberhard Helmrich (* 24. August 1899 in Hamburg; † 5. Mai 1969 in New York City) war ein deutscher Widerstandskämpfer gegen den Nationalsozialismus.

## Leben
Eberhard Helmrich war ab der Dienstverpflichtung 1941 als Landwirtschaftsexperte und Major Kreislandwirt und Leiter der Wirtschaftsabteilung der Besatzungsbehörden in Drohobycz im besetzten Galizien. Er war damit für die landwirtschaftlichen Belange der Stadt und der Umgebung verantwortlich. In dieser Position versorgte er u. a. jüdische Krankenhauspatienten mit Nahrung und rettete zusammen mit seiner Frau Donata, welche er am 1. April 1933 geheiratet hatte, zahlreichen jüdischen Verfolgten das Leben. Nach der Pogromnacht 1938 war das Haus der Familie Helmrich; sie hatten vier Kinder; bereits Versteck für jüdische Menschen gewesen. Ab 1941 errichtete er ein Landwirtschaftslager, wo Gemüse für die SS angebaut wurde, und welches Arbeitslager Hyrawka bezeichnet wurde. Im Arbeitslager arbeiteten ca. 200 jüdische Frauen und Männer, welche er fortlaufend beim Überleben unterstützte. Im Herbst 1942 schleuste er mehrere Jüdinnen mit falschen Papieren zu seiner Frau nach Berlin, welche sie als vermeintlich christliche Ukrainerinnen als Haushaltshilfen vermittelt. Im Garten des Hauses in Berlin hatte Helmrich einen Bunker gebaut, welcher bis heute noch existiert und als Versteck für die Jüdinnen genutzt wurde. Als im September 1943 das Arbeitslager Hyrawka aufgelöst wurde, organisierte Helmrich die Flucht einiger Gefangener.
Nach dem Krieg trennte sich das Ehepaar. 1949 emigrierte Eberhard in die USA, wobei Donata in Berlin blieb. Helmrich heiratete eine Jüdin, welche er gerettet hatte.
Er wurde mit dem Bundesverdienstkreuz und 1965 als Gerechter unter den Völkern geehrt.
Seine Tochter ist die Politikerin Cornelia Schmalz-Jacobsen. Sie veröffentlichte mehrere Schriften zu ihren Eltern. 2002 erschien das biographische Buch Zwei Bäume in Jerusalem und 2022 ein animierter Kurzfilm mit dem gleichen Namen.